# Cordova (Alaska)
Cordova [koɹˈdoʊvə] ist eine Kleinstadt in Alaska an der Mündung des Flusses Copper River in den Golf von Alaska nahe dem Orca Inlet östlich der Bucht Prince William Sound. Das U.S. Census Bureau hat bei der Volkszählung 2020 eine Einwohnerzahl von 2.609 ermittelt.
Der Name ist abgeleitet von dem spanischen Admiral Luis de Córdova. Der Ort wurde 1790 durch Salvador Fidalgo so benannt. Er war der Hauptort der Eyak, deren Sprache zuletzt nur noch von Marie Smith Jones gesprochen wurde.
Die wichtigsten Wirtschaftszweige sind die Ölförderung, der Fischfang und der Tourismus.
Cordova ist mit Luft- oder Wasserfahrzeugen erreichbar.

## Persönlichkeiten
- Marie Smith Jones (1918–2008), Häuptling der Eyak, letzte Sprecherin von deren Sprache